# زمیوو
زمیوو (به لاتین: Zemeyevo) یک منطقهٔ مسکونی در روسیه است که در باشقیرستان واقع شده‌است.